# Hellmuth Falkenfeld
Hellmuth Falkenfeld  (geboren 21. März 1893 in Fürstenwalde/Spree; gestorben 8. September 1954 in Blooming Grove, New York) war ein deutscher Philosoph und Hörspielautor.

## Leben
Hellmuth Falkenfelds Vater Max war ein sozialdemokratischer Rechtsanwalt. Er beging 1929 gemeinsam mit seiner Frau Margarethe einen Suizidversuch, den sie überlebte. 1902 zog die Familie nach Frankfurt an der Oder um, wo Hellmuth Falkenfeld die Schule besuchte; zu seinen Schulfreunden gehörte Klabund. Falkenfeld erlebte schon in seiner Kindheit den alltäglichen Antisemitismus in der deutschen Bevölkerung. 1913 wurden von ihm die Theaterstücke Elagabal. Trauergesang in vier Akten am Stadttheater Cottbus und Alkestis. Trauergesang in einem Vorspiel und vier Akten am Stadttheater in Frankfurt an der Oder uraufgeführt. Er meldete sich 1914 als Kriegsfreiwilliger im Ersten Weltkrieg, obschon er Pazifist war. Er erhielt das EK I und das Verwundetenabzeichen und war nach der Verwundung im Kriegsministerium in Berlin eingesetzt.
Falkenfeld studierte Rechtswissenschaft und Philosophie in Freiburg im Breisgau, München und Berlin, wo er am 9. August 1918 mit der Dissertation Das Verhältnis von Zeit und Realität bei Kant und bei Bergson zum Dr. phil. promoviert wurde.
Falkenfeld war in erster Ehe mit Ilse Ehrenfried alias Polly Tieck verheiratet, sie hatten eine 1917 geborene Tochter.
Nach dem Krieg arbeitete er als Dozent an Volkshochschulen in Berlin. Er war Verfasser von Hörspielen und sprach philosophische Beiträge im neuentstehenden Rundfunk. Er schrieb Feuilletonbeiträge für die Vossische Zeitung, die Frankfurter Zeitung, Die Weltbühne und für das Tagebuch.
Falkenfeld wurde Mitglied der SPD. Am 15. Februar 1924 trat er aus der jüdischen Gemeinde aus. Zu seinem Freundeskreis zählten Norbert Einstein, Max Pallenberg und Erwin Panofsky.
Falkenfeld wurde 1926 geschieden und heiratete 1927 die Fotografin Suse Byk. Suse Byk betrieb ein Fotoatelier am Kurfürstendamm. Beide blieben nach der Machtergreifung der Nationalsozialisten 1933 in Berlin, und sie konnte noch unter den Bedingungen des Antisemitismus weiterarbeiten, während er bei der Volkshochschule wegen seiner jüdischen Herkunft entlassen wurde. Unter der Last des politischen Drucks gaben sie 1938 auf, und sie verkaufte ihren Betrieb zu Arisierungspreisen.
Am 19. Oktober 1938 emigrierten Suse und Hellmuth Falkenfeld über Rotterdam nach London, wo er seine Tochter wiedersah, und von dort nach New York. Bei Kriegsausbruch meldete er sich zur Arbeit als Krankenpfleger im Mount Sinai Hospital, die Stelle behielt er nach Kriegsende. Er verunglückte 1954 bei einem Autounfall.
Suse Byk wohnte in New York in der E 98th street, No. 19, wo sie am 10. September 1943 starb.

## Schriften
- Die Erd' ein Himmelreich. Drama in fünf Akten. Oesterheld, Berlin 1933 (Schreibmaschine).
- Philosophie als Wissenschaft und die Erkenntnisfrage. Meiner, Leipzig 1927.
- Einführung in die Philosophie. Deutsche Buch-Gemeinschaft, Berlin 1926.
- Was ist uns Kant? Ein Aufruf zur 200. Wiederkehr seines Geburtstages. E. Lichtenstein, Weimar 1924.
- Philosophen für und wider die Revolution. Der Neue Geist Verlag Dr. P. Reinhold, Weimar 1923. Erneut Göttingen 1950.
- Das Verhältnis von Zeit und Realität bei Kant und bei Bergson. Phil. Diss., Berlin 1918.
- Der Sinn des militärischen Zusammenbruchs. Flugblatt, 6 Seiten. Tiedemann & Uzielli, Frankfurt am Main 1918.
- Vom Sinn der Schauspielkunst: Eine Untersuchung an der Kunst Max Pallenbergs. Mit vier Bildern von Charlotte Berend. F. Lehmann, Charlottenburg 1918.
- Die Musik der Schlachten: Aufsätze zur Philosophie des Krieges. Reuß & Itta, Konstanz 1916.
- Wort und Seele: Eine Untersuchung über die Gesetze in der Dichtung. Meiner, Leipzig 1913.